# Jannowitzbrücke
Jannowitzbrücke – most w Berlinie, na rzece Sprewie, w dzielnicy Mitte, w okręgu administracyjnym Mitte. Pierwszy most o tej nazwie w tym miejscu zbudowano w 1822 roku, dzięki pomocy finansowej producenta bawełny Christiana Augusta Jannowitza. Pod koniec II wojny światowej został zniszczony. Obecny most zbudowano w 1954 roku, zaś w 1997 roku został wyremontowany.
W pobliżu mostu znajduje się przystanek kolejowy Berlin Jannowitzbrücke.